# Alessandra (film)
Alessandra (Alexandra o Die Rache ist mein) è un film muto del 1915 diretto da Curt A. Stark.

## Trama
Alessandra, figlia illegittima di un conte, viene allevata in un circo. Tutti vorrebbero che lei sposasse Anton, un ruvido guardiacaccia, ma lei, per sfuggire alle nozze, scappa via aiutata dal conte Erwin. La giovane si innamora del suo salvatore ma lui non ha intenzioni serie. Le invia una lettera d'addio con un assegno che lei straccia. Dopo aver partorito un bambino, Alessandra resta sola con lui. Cerca un rifugio sotto un temporale, ma quando viene soccorsa, il bambino ormai è morto. Accusata di infanticidio, viene condannata a cinque anni di carcere.
Scontata la pena, Alessandra pensa alla vendetta. Ma poi l'amore è più forte. Narra la sua tragica storia alla madre di Erwin che cerca di aiutarla: le due donne raccontano al conte la vicenda in forma romanzata, ma Erwin continua a non voler capire. Sarà solo la morte di Alessandra alla fine ad aprirgli gli occhi.

## Produzione
Il film fu prodotto dalla Messter Film.

## Distribuzione
Nei Paesi Bassi, il film fu distribuito da Jean Desmet.
il film è stato inserito in un'antologia di Peter Delpeut, Lyrisch nitraat, un documentario sul cinema muto del 1991